# 今野緒雪
今野 緒雪（こんの おゆき、1965年6月2日 - ）は、小説家。本名は、今野由紀子。

## 経歴
子供の頃から少女漫画を愛読しており、絵を描くのも好きだったので、将来は漫画家になろうと考えていた。しかし、技術が達していないという理由から、投稿することなく女子高、大学を卒業して就職。
7年間銀行に勤めたが将来に不安を感じ、試しに漫画用に温めていたプロットを文字に起こしたら予想外にスラスラ執筆できてしまい、漫画よりも文章の方が得意であると知ったという。もったいないので、働きながら1年で小説にまとめて投稿した。この時に投稿した作品『夢の宮〜竜の見た夢〜』が1993年第21回コバルト・ノベル大賞と、1993年上期コバルト読者大賞を同時受賞しデビュー。
その後、コバルト文庫を中心に作品を発表し、『マリア様がみてる』シリーズで人気を博す。
アニメ『マリア様がみてる』シリーズでは、ボーカルが付く全ての主題歌、イメージソングの作詞を手がけ、脚本監修にも携わっている。

## 作品リスト
- 夢の宮シリーズ 
  - 〜竜のみた夢〜
  - 〜諸刃の宝剣〜
  - 〜古恋鳥〜（上）（下）
  - 〜奇石の侍者〜
  - 〜薔薇の名の王〜
  - 〜亞心王物語〜（上）（下）
  - 〜十六夜薔薇の残香〜
  - 〜神が棲む処〜
  - 〜叶の果実〜
  - 〜薔薇いくさ〜
  - 〜海馬を渡る風〜
  - 〜王の帰還〜（上）（下）
  - 〜月下友人〜（上）（下）
  - 〜蛛糸の王城〜
  - 〜遙けき恋文〜
  - 〜始まりの巫女〜
  - 〜王の苑囿〜
  - ～名はなき縁～
- サカナの天 〜異邦のかけら〜
- スリピッシュ!シリーズ
  - 〜東方牢城の主〜
  - 〜盤外の遊戯〜
  - 〜ひとり歩きの姫君〜（前編）（後編）
- マリア様がみてるシリーズ[3]
- お釈迦様もみてる シリーズ
- 雨のティアラ

## 作詞作品
マリア様がみてる (アニメ)
- 第2期 
  - pastel pure
- 第3期
  - Chercher 〜シャルシェ〜
  - きれいな旋律
- 第4期
  - 地図散歩
  - くもりガラスの向こう
- マリア様がみてる〜春〜イメージアルバム
  - 紅薔薇のテーマ
  - いつの日にか
  - Ma Soeur…
  - 明日晴れたら…
  - 片手だけつないで
  - 翼